# Sẻ ngô râu

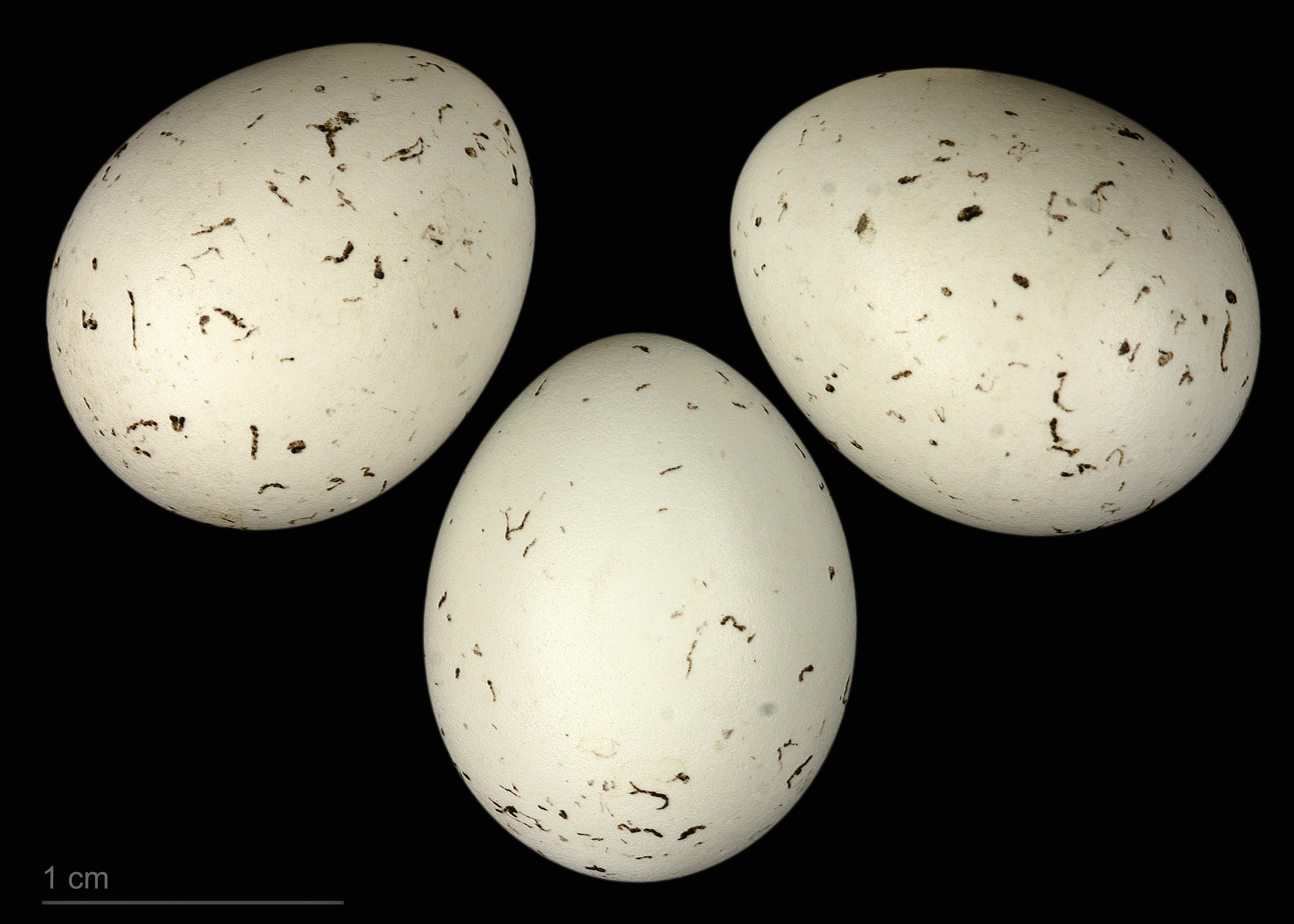
Panurus biarmicus biarmicus

Sẻ ngô râu (danh pháp hai phần: Panurus biarmicus) là một loài chim trong họ Panuridae.
Đây là loài chim kỳ dị, có thể là chim dạng sẻ bí ẩn nhất. Nó không có họ hàng gần nào có thể được nhận dạng. Từng được xếp trong một trong các họ sau: Sylviidae, Timaliidae, Paridae, Paradoxornithidae. Tuy nhiên, các nghiên cứu gần đây chỉ ra rằng nó có quan hệ họ hàng gần với các loài sơn ca trong họ Alaudidae và việc phục hồi họ Panuridae đơn loài là cần thiết.

## Phân bố
Sẻ ngô râu là một loài sinh sống ở châu Âu và châu Á ôn đới. Là loài định cư, và hầu hết chúng không di cư mà chỉ di chuyển tránh trời lạnh. Nó là loài dễ bị tổn thương mùa đông khắc nghiệt, có thể khiến nhiều cá thể chết. Quần thể ở Anh khoảng 500 cặp phần lớn là giới hạn phía nam và phía đông với quần thể nhỏ trong Leighton Moss ở phía bắc Lancashire. Trong Ireland một số ít các cặp sinh sản ở hạt Wexford. Quần thể lớn nhất ở Anh được tìm thấy trong dưới đám sậy ở cửa sông Tay Perth và Kinross, Scotland, nơi có thể có hơn 250 cặp.

## Phân loài
- P. b. biarmicus (Linnaeus, 1758): tây, trung và nam châu Âu tới tây nam Nga, khu vực Balkan và tây Thổ Nhĩ Kỳ.
- P. b. kosswigi Kumerloeve, 1959: trung nam Thổ Nhĩ Kỳ.
- P. b. russicus (Brehm, CL, 1831): trung đông và đông châu Âu qua nam Nga tới đông bắc Trung Quốc, Mông Cổ, Kazakhstan và trung Thổ Nhĩ Kỳ.